# Richard Adu-Bobie
Richard Adu-Bobie (né le 12 janvier 1985) est un athlète canadien, spécialiste du sprint. C'était un remplaçant du relais canadien aux Jeux olympiques d'été de 2004.
Né à Manchester (New Hampshire), il émigra jeune au Canada et obtint la nationalité canadienne deux jours avant ces Jeux.

## Palmarès

### Jeux panaméricains
- Jeux panaméricains de 2007 à Rio de Janeiro (Brésil)
  -  Médaille d'argent en relais 4 × 100 m